# Giovanni Serodine

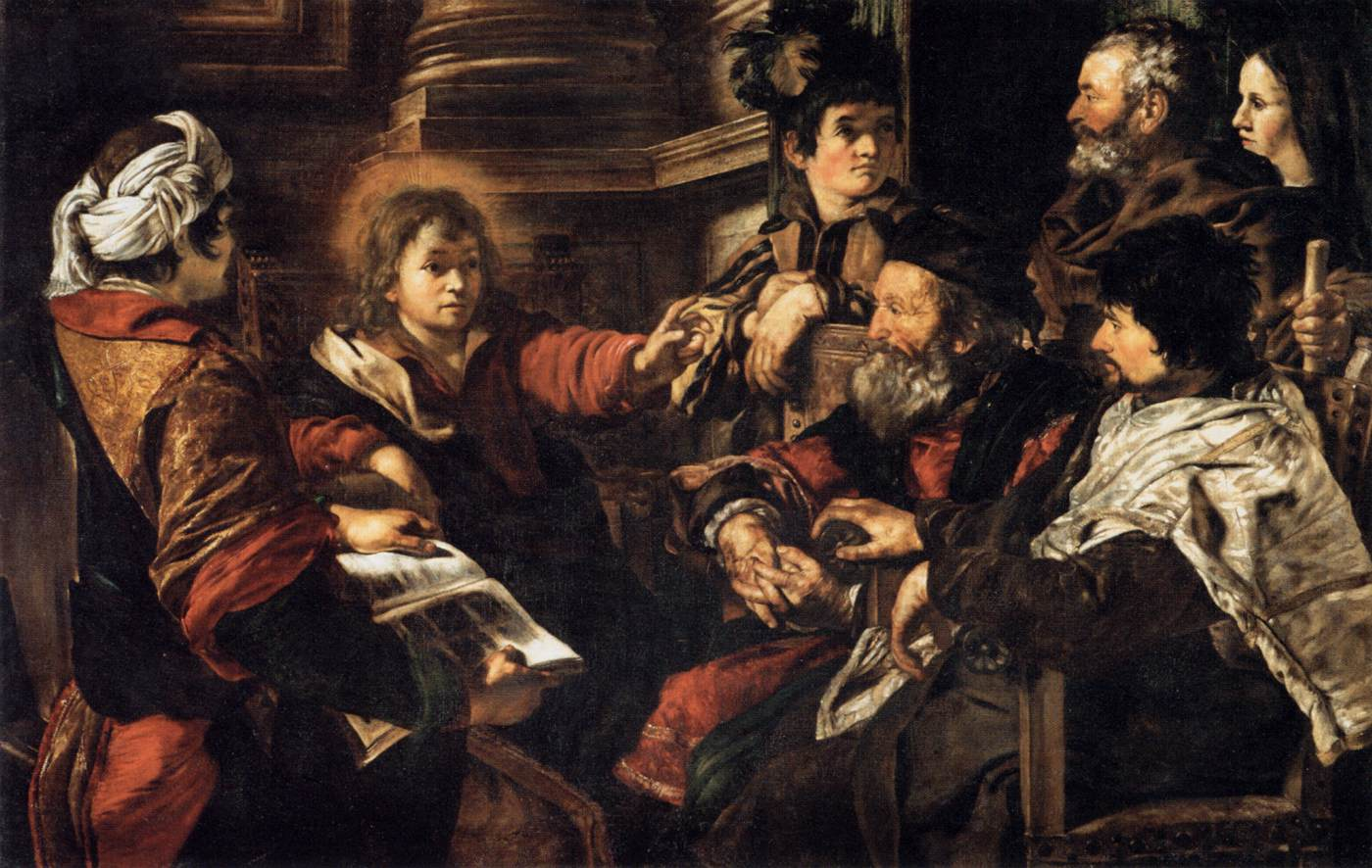
Cristo tra i dottori

Giovanni Serodine (Ascona, 1594 o 1600 – Roma, 21 dicembre 1630) è stato un pittore svizzero-italiano.

## Biografia

### Gli esordi
A Roma, giovanissimo al seguito del padre Cristoforo e del fratello maggiore Giovanni Battista, stuccatore, si formò nella bottega di Antiveduto Grammatica sugli esempi del Caravaggio,  del Borgianni e dei caravaggeschi olandesi, che egli seppe interpretare con altissima originalità divenendo "la figura più importante per la continuazione e l'accrescimento della tradizione caravaggesca".
Nelle tele della Chiamata dei figli di Zebedeo e dell'Invito a Emmaus, che eseguì a Roma verso il 1618 per la chiesa parrocchiale di Ascona, è infatti già un principio di risoluzione del compatto luminismo caravaggesco in un pittoricismo più sciolto che si paleserà ancor meglio nell'Elemosina di San Lorenzo (realizzata per la Basilica di San Lorenzo fuori le mura, a Roma, attualmente conservata presso il Museo dell'Abbazia di Casamari, Frosinone), databile intorno al 1625, nel Tributo della moneta della National Gallery of Scotland di Edimburgo e nell'Incontro dei Santi Pietro e Paolo della Galleria Nazionale d'Arte Antica a Roma. In questi dipinti la pennellata, rapida e densa, tende quasi a realizzare una tecnica "impressionistica" per la quale la luce corrode la forma delle figure e le fonde con la vibrante mobilità dell'atmosfera.

### La maturità artistica
In un brevissimo volgere d'anni l'artista spinse il suo pittoricismo ad una drammaticità quasi visionaria (si veda per esempio il Ritratto del padre del Museo d'Arte di Lugano, del 1628 circa) che trascende oramai i termini dello stesso naturalismo da cui aveva preso le mosse e si indirizza piuttosto verso modi di espressione già barocchi.

## Opere
- Cristo rimprovera i figli di Zebedeo, 1623, Ascona, Chiesa dei Santi Pietro e Paolo
- Arrivo nella locanda di Emmaus, Ascona, Chiesa dei Santi Pietro e Paolo
- Miracolo di s. Margherita, Madrid, Museo del Prado[3]
- fregi nel palazzo del principe Marcantonio Borghese in via Condotti a Roma
- decorazione della tribuna della chiesa di Santa Maria della Piaggia
- S. Giovanni Evangelista, Torino, Galleria Sabauda
- Santo, Sassuolo, Palazzo Ducale
- Gesù tra i Dottori, 1625, Parigi, Musée du Louvre[4]
- Tributo della moneta,1625, Edimburgo, National Gallery of Scotland
- Distacco di s. Pietro e s. Paolo condotti al martirio, 1625, Roma, Galleria nazionale d’arte antica di Palazzo Barberini
- Figura femminile allegorica, Milano, Pinacoteca Ambrosiana
- Sacra Famiglia, Ascona, Patriziato
- Elemosina di s. Lorenzo, firmata: «Ioann»; Veroli, Museo dell’Abbazia di Casamari
- Decollazione del Battista, Roma, Basilica di San Lorenzo fuori le Mura
- Ritratto di Cristoforo Serodine, Lugano, collezione Città di Lugano
- Ss. Pietro e Paolo intenti a reggere il velo della Veronica sotto un’Incoronazione della Vergine, Ascona, Chiesa dei Santi Pietro e Paolo
- La Vergine dei Mercedari o Madonna con il Bambino e i ss. Pietro Nolasco e Maria de Cervellón, 1620-1625, Rancate, Pinacoteca cantonale Giovanni Züst
- Ritratto di giovane disegnatore, Rancate, Pinacoteca cantonale Giovanni Züst [5]
- San Pietro in meditazione, noto anche come San Pietro in carcere, 1628-1630 c.ca, Rancate, Pinacoteca cantonale Giovanni Züst[2]